# Willmars
Willmars település Németországban, azon belül Bajorországban. Lakosainak száma 557 fő (2023. december 31.). Willmars Stockheim és Mellrichstadt községekkel határos.

## Népesség
A település népessége az elmúlt években az alábbi módon változott:
| Lakosok száma | 564  | 573  | 745  | 673  | 589  | 599  | 606  | 570  | 565  | 557  |
|               | 1875 | 1950 | 1975 | 1987 | 2012 | 2014 | 2016 | 2017 | 2021 | 2023 |